# Niezwyciężony (serial animowany)
Niezwyciężony (ang. Invincible) – amerykański serial animowany dla dorosłych, adaptacja komiksowej serii Invincible. Został stworzony przez Roberta Kirkmana dla serwisu streamingowego Amazon Prime Video. Serial jest nadawany od 2021 roku. 

## Fabuła
Główny bohater, Mark Grayson, jest synem Omni-mana, najpotężniejszego superbohatera na Ziemi. Niedługo po 17. urodzinach Mark odkrywa, że także ma jego moce. Od tej pory chłopak musi prowadzić podwójne życie: jako zwykłego nastolatka i superbohatera o imieniu Niezwyciężony. 

## Obsada[1]

### Rodzina Graysonów
- Steven Yeun jako Mark Grayson / Niezwyciężony, główny bohater serialu. Syn Omni-Mana, próbujący prowadzić podwójne życie nastolatka i superbohatera,
- Sandra Oh jako Debbie Grayson, żona Omni-Mana i matka Marka,
- J.K. Simmons jako Nolan Grayson / Omni-Man, najpotężniejszy z superbohaterów, pochodzący z planety Viltrum,
- Christian Convery jako Oliver, syn Omni-Mana i Andressy,

### Strażnicy Globu (Guardians of the Globe)
Grupa superbohaterów, strzegąca Ziemi:
- Zachary Quinto jako Robot, pierwszy lider drużyny
- Gillian Jacobs jako Samantha Eve Wilkins / Atom Eve, nastolatka panująca nad materią i energią; chodzi do tej samej szkoły co Mark Grayson, później zostaje jego kolejną dziewczyną
- Jason Mantzoukas(inne języki) as Rex Sloan / Rex Splode, potrafiący zamienić każdy przedmiot w bombę, przez naładowanie go energią
- Ross Marquand jako Nieśmiertelny, potężny superbohater, który ponownie zostaje liderem Strażników
- Malese Jow jako Kate Cha / Dupli-Kate, będąca w stanie tworzyć liczne kopie samej siebie
- Grey Griffin jako Shrinking Rae, posiadająca moc zmniejszania samej siebie oraz Monster Girl, potrafiąca zmieniać się w potwora (każda z jej metamorfoz sprawia, że jej ciało robi się coraz młodsze)
- Khary Payton jako Black Samson, bohater walczący w superzbroi. Był członkiem pierwszej grupy Strażników Globu, ale opuścił ją po utracie własnych mocy.
- Jay Pharoah jako Bulletproof / Zandale Randolph, posiadający moc absorbowania energii kinetycznej
- Ben Schwartz jako Shapesmith, zmiennokształtny Marsjanin

### Pozostałe postacie
- Walton Goggins jako Cecil Stedman, szef Globalnej Agencji Obrony, koordynującej i wspierającej działania superbohaterów na Ziemi
- Andrew Rannells jako William Clockwell, najlepszy przyjaciel Marka
- Zazie Beetz jako Amber Bennett, koleżanka ze szkoły Marka, a później jego dziewczyna
- Mark Hamill jako Art Rosenbaum, krawiec i projektant strojów dla superbohaterów, przyjaciel Omni-Mana
- Michael Dorn jako Battle Beast, międzygalaktyczny wojownik, poszukujący godnego przeciwnika, z którym mógłby stoczyć walkę i zapewnić sobie chwalebną śmierć
- Seth Rogen jako Allen the Alien, przedstawiciel Koalicji Planet, omyłkowo uznany przez Omni-Mana za wroga Ziemi
- Peter Cullen jako Thaedus, założyciel i przywódca Koalicji Planet[2]
- Sterling K. Brown jako Angstrom Levy, mężczyzna potrafiący tworzyć portale między światami równoległymi[2]
- Rhea Seehorn jako Andressa, monarchini planety Thraxa, druga żona Omni-Mana i matka Olivera
- Shantel VanSanten jako Anissa, potężna Viltrumitka
- Simu Liu jako Multi-Paul, brat bliźniak Dupli-Kate, mający taką samą moc, lecz będący przestępcą
- Aaron Paul jako Powerplex, niestabilny emocjonalnie naukowiec, który pragnie zemsty na Niezwyciężonym za jego rolę w śmierci swojej siostry
- Jeffrey Dean Morgan jako Podbój, psychopatyczny weteran licznych wojen Viltrumitów

## Lista odcinków

### Seria 1
| Nr | # | Tytuł                              | Polski tytuł                  | Reżyseria                 | Scenariusz      | Data premiery (USA) | Data premiery (Polska) |
| --- | - | ---------------------------------- | ----------------------------- | ------------------------- | --------------- | ------------------- | ---------------------- |
| 1 | 1 | It’s About Time                    | Najwyższy czas                | Robert Valley             | Robert Kirkman  | 25 marca 2021       | 26 marca 2021          |
| Kiedy 17-letni Mark Grayson odziedzicza po ojcu supermoce, spełnia się jego największe marzenie. Jednak bycie superbohaterem to coś więcej niż chwytliwy pseudonim i fajny kostium.                                     |   |                                    |                               |                           |                 |                     |                        |
| 2 | 2 | Here Goes nothing                  | Wóz albo przewóz              | Paul Furminger            | Simon Racioppa  | 25 marca 2021       | 25 marca 2021          |
| Kiedy ojciec Marka jest niedysponowany, ten musi bronić miasta przed międzygalaktyczną inwazją i łączy siły z zespołem nastoletnich superbohaterów.                                                                     |   |                                    |                               |                           |                 |                     |                        |
| 3 | 3 | Who You Calling Ugly?              | Że kto jest brzydki?          | Jeff Allen                | Chris Black     | 25 marca 2021       | 26 marca 2021          |
| Mark musi urwać się ze spotkania, żeby uratować górę Rushmore przed szalonym naukowcem. Robot próbuje opanować sytuację i tworzy nowy zespół ratujących świat superbohaterów                                            |   |                                    |                               |                           |                 |                     |                        |
| 4 | 4 | Neil Armstrong, Eat Your Heart Out | Neil Armstrong by pozazdrości | Cory Evans                | Ryan Ridley     | 1 kwietnia 2021     | 2 kwietnia 2021        |
| Mark przeżywa kilka „pierwszych razów”: pierwszą randkę i pierwszą wizytę na innej planecie. Tymczasem Nolan i Debbie wracają w miejsce swoich pierwszych wspólnych wakacji.                                            |   |                                    |                               |                           |                 |                     |                        |
| 5 | 5 | That Actually Hurt                 | To bolało                     | Jay Baker                 | Christine Lavaf | 8 kwietnia 2021     | 9 kwietnia 2021        |
| Pewien swojej kontroli nad supermocami Mark postanawia połączyć siły z lokalnymi rzezimieszkiem, by pozbawić władzy kontrolującego dzielnicę mafioza. Jednocześnie zmaga się z obowiązkami szkolnymi i nowym związkiem. |   |                                    |                               |                           |                 |                     |                        |
| 6 | 6 | You Look Kinda Dead                | Marnie wyglądasz              | Paul Furminger i Jae Harm | Curtis Gwinn    | 15 kwietnia 2021    | 16 kwietnia 2021       |
| Mark razem z Williamem i Amber jedzie obejrzeć kampus Upstate University i ma nadzieję odkryć swoją przyszłą ścieżkę. Debbie dokonuje szokującego odkrycia                                                              |   |                                    |                               |                           |                 |                     |                        |
| 7 | 7 | We Need to Talk                    | Musimy porozmawiać            | Vinton Heuck              | Simon Racioppa  | 22 kwietnia 2021    | 23 kwietnia 2021       |
| Zagubiony i rozdarty Mark prosi o radę Eve. Tymczasem wszyscy próbują go znaleźć. |   |                                    |                               |                           |                 |                     |                        |
| 8 | 8 | Where I Really Come From           | Skąd naprawdę przybyłem       | William Ruzicka           | Robert Kirkman  | 29 kwietnia 2021    | 30 kwietnia 2021       |
| Mark chce udowodnić, że jest bohaterem, którym zawsze chciał zostać. W tym celu musi powstrzymać niepowstrzymaną siłę.                                                                                                  |   |                                    |                               |                           |                 |                     |                        |

### Odcinek specjalny (2023)
| Nr | # | Tytuł                | Polski tytuł            | Reżyseria      | Scenariusz                   | Premiera      |
| --- | - | -------------------- | ----------------------- | -------------- | ---------------------------- | ------------- |
| 9 | 1 | Invincible: Atom Eve | Niezwyciężony: Atom Eve | Haylee Herrick | Helen Leigh i Robert Kirkman | 21 lipca 2023 |
| W tym specjalnym prequelowym odcinku Samantha "Atom Eve" Wilkins jako młoda dziewczyna odkrywa swoje supermoce, a poznawszy rodzinę, o której nic nie wiedziała, musi stawić czoło swojemu mrocznemu pochodzeniu. |   |                      |                         |                |                              |               |

### Seria 2 (2023/2024)
| Nr | # | Tytuł                                             | Polski tytuł                          | Reżyseria      | Scenariusz     | Data premiery     |
| --- | - | ------------------------------------------------- | ------------------------------------- | -------------- | -------------- | ----------------- |
| 10 | 1 | A Lesson For Your Next Life                       | Lekcja na następne życie              | Sol Choi       | Simon Racioppa | 3 listopada 2023  |
| Po zdradzie swojego ojca Mark boryka się z obowiązkami Niezwyciężonego i napotyka nieoczekiwanego wroga.                                                                             |   |                                                   |                                       |                |                |                   |
| 11 | 2 | In About Six Hours, I Lose My Virginity to a Fish | Za sześć godzin rozprawiczy mnie ryba | Ian Abando     | Matt Lambert   | 10 listopada 2023 |
| Mark i jego przyjaciele zaczynają letnią przerwę, ale superzłoczyńcy nie biorą urlopu. Mark stawia czoło konsekwencjom podwójnego życia Omni-Mana.                                   |   |                                                   |                                       |                |                |                   |
| 12 | 3 | This Missive, This Machination!                   | Ta misja, ta machinacja               | Tanner Johnson | Adria Lang     | 17 listopada 2023 |
| Mark zaczyna studia, Debbie próbuje przepracować swoją traumę, a Wyalienowany Allen wraca do domu, gdzie Koalicji Planet zagraża nowe niebezpieczeństwo.                             |   |                                                   |                                       |                |                |                   |
| 13 | 4 | It's Been a While                                 | Kopa lat                              | Jason Zurek    | Helen Leigh    | 24 listopada 2023 |
| Mark wyrusza ocalić obcy gatunek, ale jego misja ma nieoczekiwane konsekwencje osobiste.                                                                                             |   |                                                   |                                       |                |                |                   |
| 14 | 5 | This Must Come as a Shock                         | Musiało to tobą wstrząsnąć            | Haylee Herrick | Helen Leigh    | 14 marca 2024     |
| Dom Graysonów staje na głowie, gdy Mark powraca na Ziemię z nowymi, zaskakującymi obowiązkami. Strażnicy Globu muszą stawić czoła niebezpieczeństwom zarówno w domu, jak i poza nim. |   |                                                   |                                       |                |                |                   |
| 15 | 6 | It's Not That Simple                              | To nie takie proste                   | Sol Choi       | Vivian Lee     | 21 marca 2024     |
| Po dwóch niebezpiecznych misjach, współpraca Strażników Globu zaczyna szwankować. Tymczasem Mark próbuje pogodzić obowiązki bohatera ze swoim związkiem i studiami.                  |   |                                                   |                                       |                |                |                   |
| 16 | 7 | I'm Not Going Anywhere                            | Nigdzie się nie wybieram              | Ian Abando     | Simon Racioppa | 28 marca 2024     |
| Mark próbuje ratować swoje życie osobiste, ale nowy złoczyńca stawia Niezwyciężonego przed największym jak dotąd wyzwaniem. Donald zmaga się ze swoją przeszłością.                  |   |                                                   |                                       |                |                |                   |
| 17 | 8 | I Thought You Were Stronger                       | Myślałem, że jesteś silniejszy        | Tanner Johnson | Robert Kirkman | 4 kwietnia 2024   |
| Dawny wróg zagraża Markowi i temu, co dla niego najważniejsze. |   |                                                   |                                       |                |                |                   |

## Produkcja
Serial miał premierę 25 marca 2021 (26 marca w Polsce) w Prime Video. 3 listopada 2023 miała miejsce premiera drugiego sezonu, składającego się z ośmiu odcinków. W listopadzie 2023 wyemitowano cztery pierwsze, a w 2024 r. pozostałe.
W październiku 2024 roku ogłoszono, że pierwsze trzy odcinki trzeciego sezonu będą miały premierę 6 lutego 2025. Potwierdzono również, iż 3 sezon nie zostanie podzielony na dwie części, tak jak sezon drugi.
29 kwietnia 2021 ogłoszono, że powstanie drugi i trzeci sezon serialu. W lipcu 2024 ogłoszono, że serial został przedłużony o czwarty sezon, którego premiera jest zaplanowana na 2026 rok.
W lipcu 2025 oficjalnie ogłoszono piąty sezon. W tym samym czasie ogłoszono również, że anglojęzyczny dubbing do 5 sezonu został w pełni nagrany, a aktor Matthew Rhys dołączył do obsady głosowej w 4 sezonie. Został obsadzony w roli Dinosaurusa